# 相島 (福岡県)

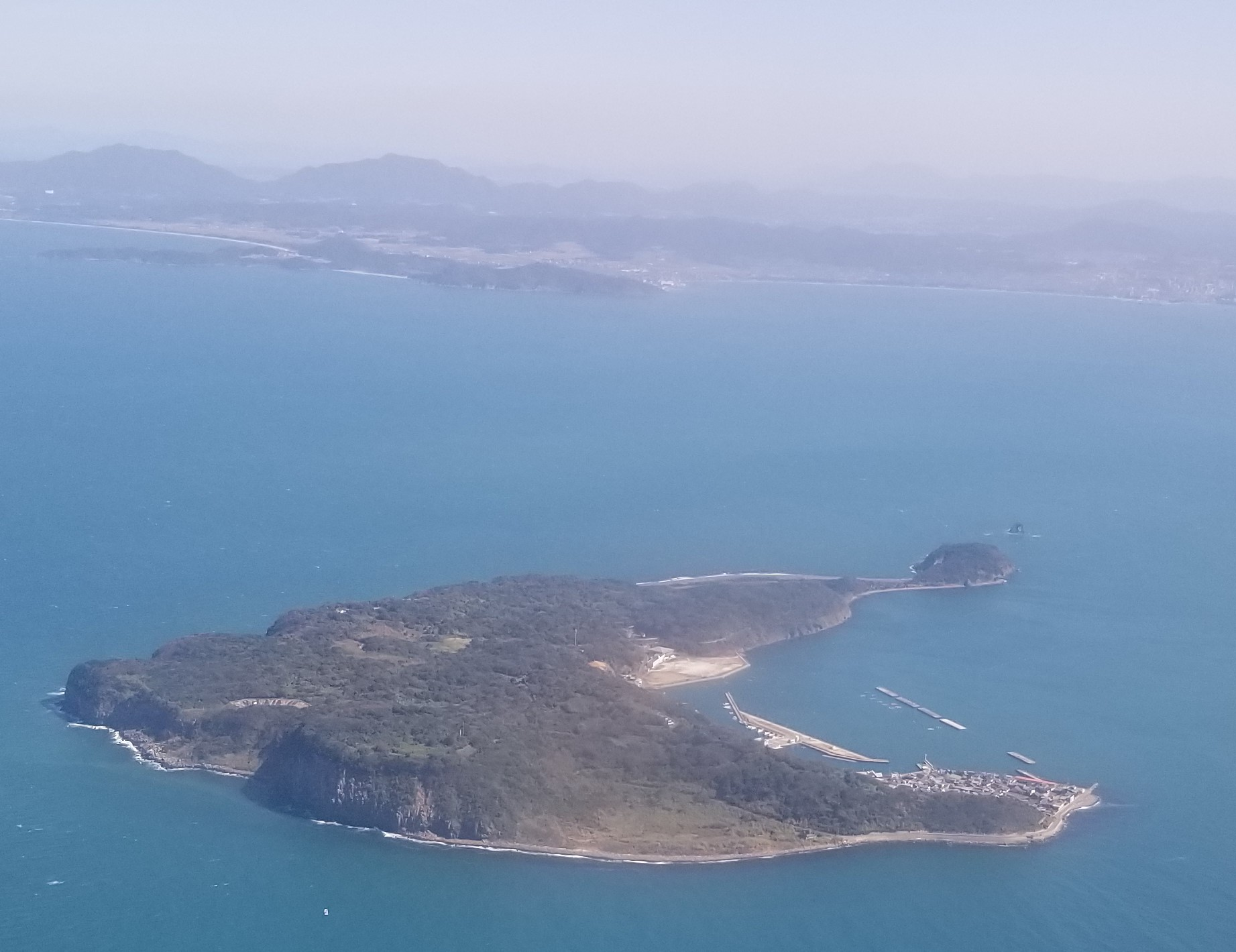
飛行機から撮影した相島

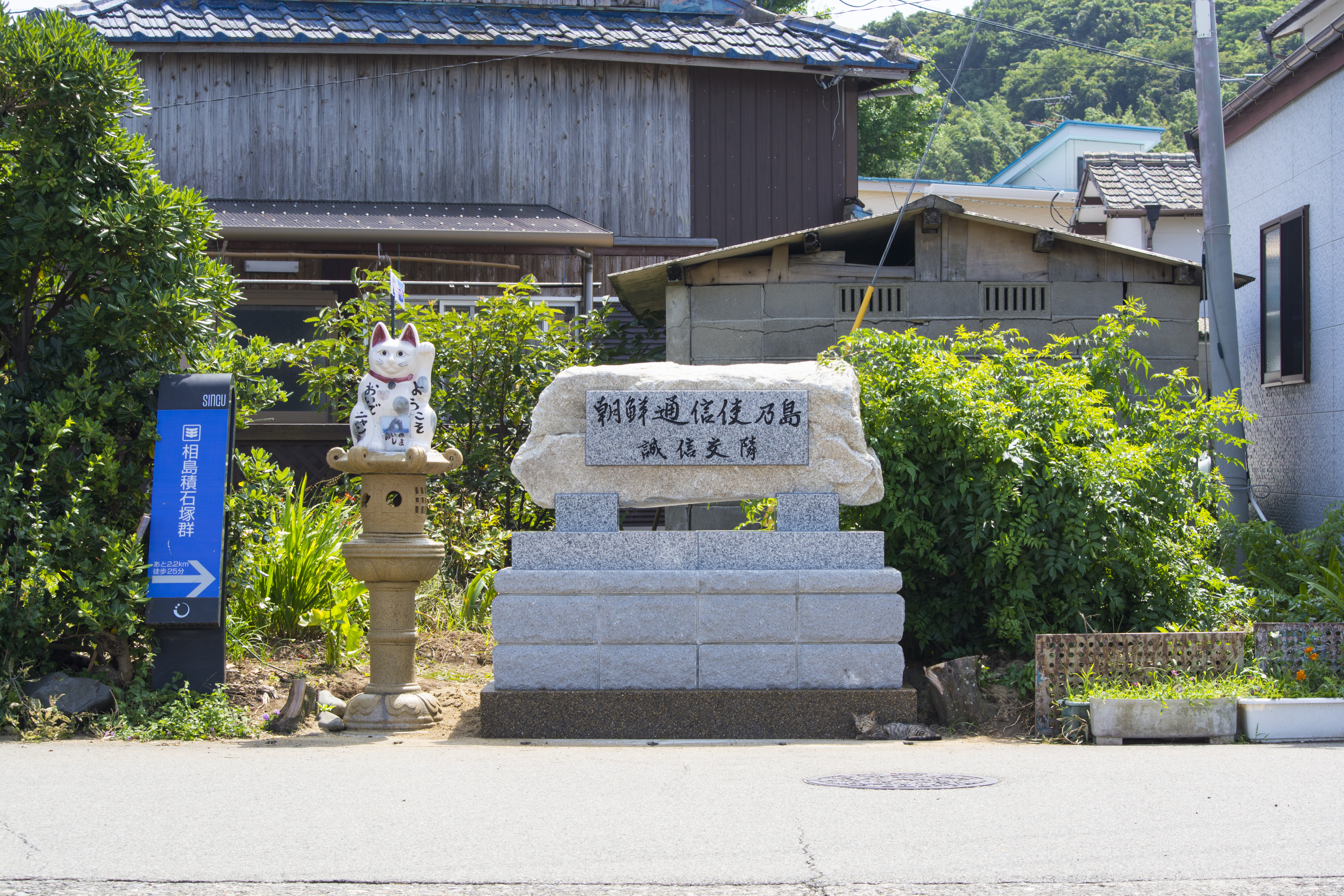
相島渡船待合所付近のモニュメント

相島（あいのしま、あいしま）は、玄界灘に浮かぶ福岡県糟屋郡新宮町の島（有人島）。筑前諸島地域として離島振興法の離島振興対策実施地域となっている。島の面積は約1.22km2である。新宮海岸から北西に8kmほど離れた所に位置する。
また、地名（行政区画）としての「相島」は福岡県糟屋郡新宮町の大字となっており、全島がこれに該当する。

## 地理

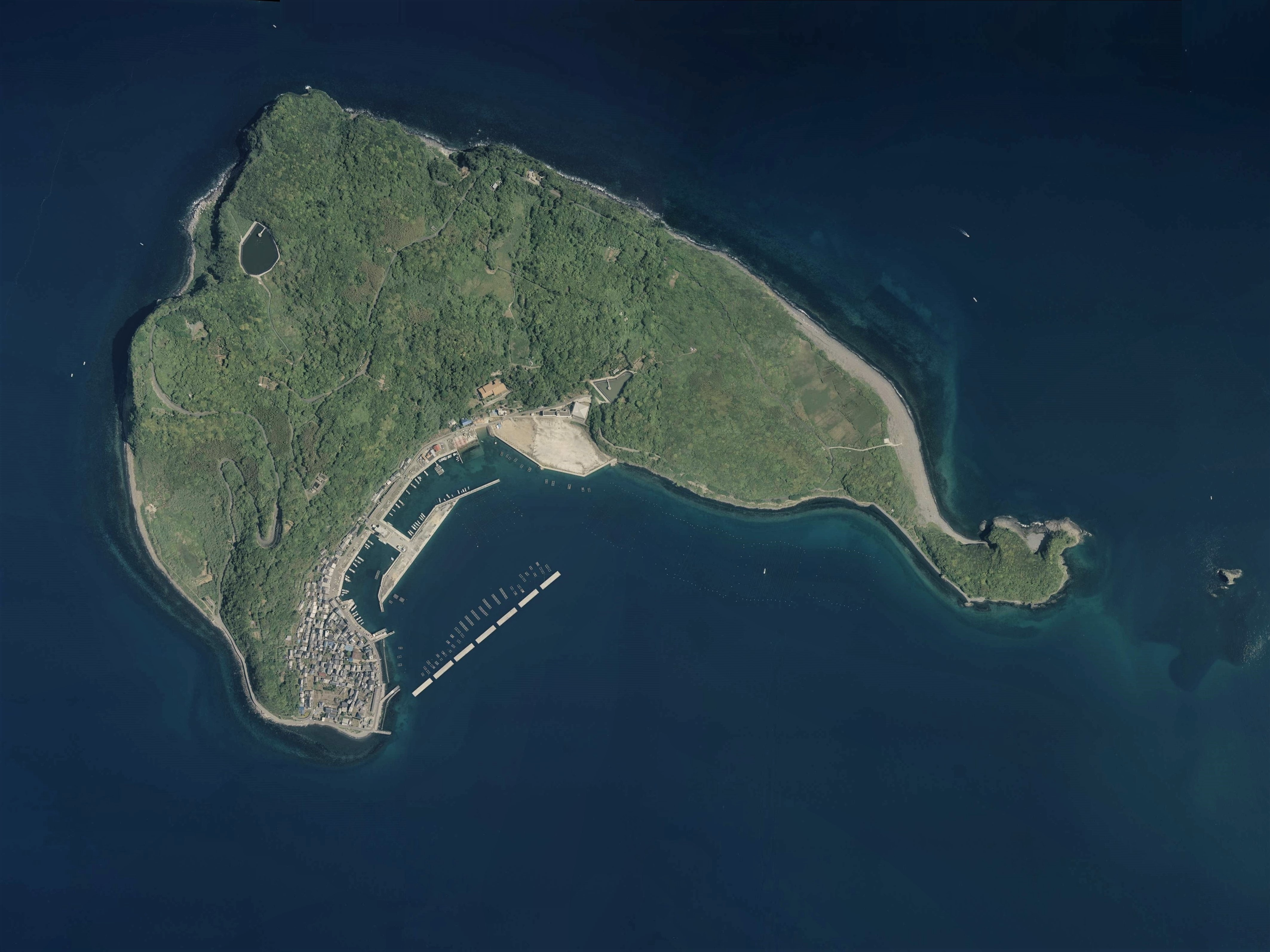
相島の空中写真。
2010年5月15日撮影の3枚を合成作成。。

標高は50～70mほどの台地状をしていて、海岸の一部には海食崖も見られる。東端の海上に、海食により穴の開いた岩「めがね岩」（「鼻栗瀬」ともいう）があり、九州自動車道の新宮町境界標識に町のシンボルとして描かれている。
東西に細長く南に面して入り江になっており、港及び住宅等はこちらの海岸沿いに集中している。この地形のため、夏季の台風接近や冬季の北西寄りの季節風等により玄界灘が荒れている場合も、対岸の九州本土に比べて船の出入りが可能であることが多く、昔から急な荒天の場合の船の避難場所となっていた。
海岸の一部は陸から近づけず、船で行く必要がある。
旅客機で福岡空港に北から着陸する場合、丁度高度を下げて旋回する場所になっており、窓からよく見える。
人口は215人、世帯数は117世帯（令和2年国勢調査）。
島内には小学校（新宮町立相島小学校）および中学校（新宮町立新宮中学校相島分校）があり、町立の無床診療所がある。交番・駐在所はなく、消防は全国でも珍しい「少年消防クラブ」が消防団として活動する。
北九州市小倉北区にある藍島（あいのしま）は相島と同じく福岡県にあり、島名の読みも同一で、猫が多いことでも共通するが、別の島である。

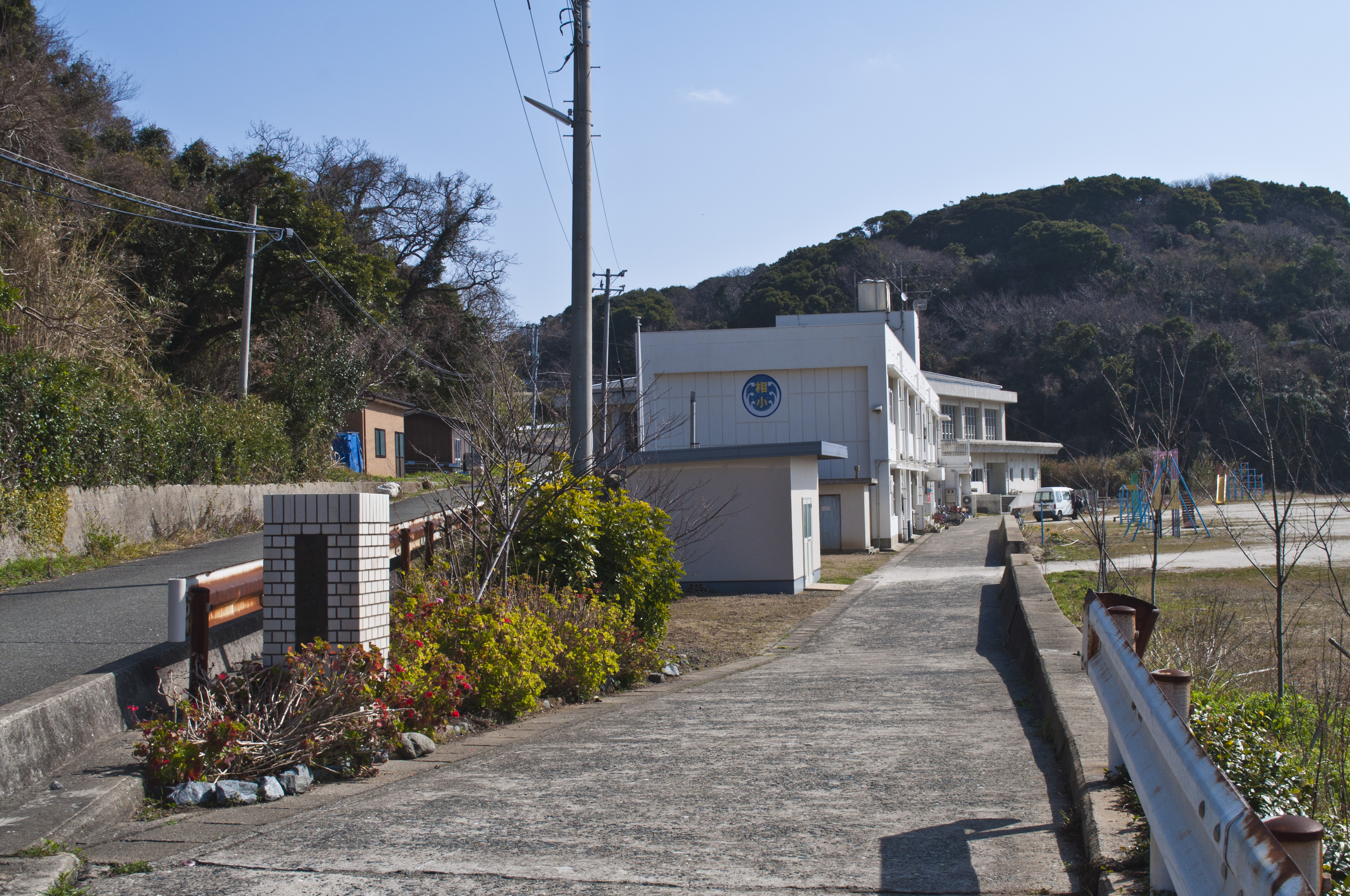
新宮町立相島小学校
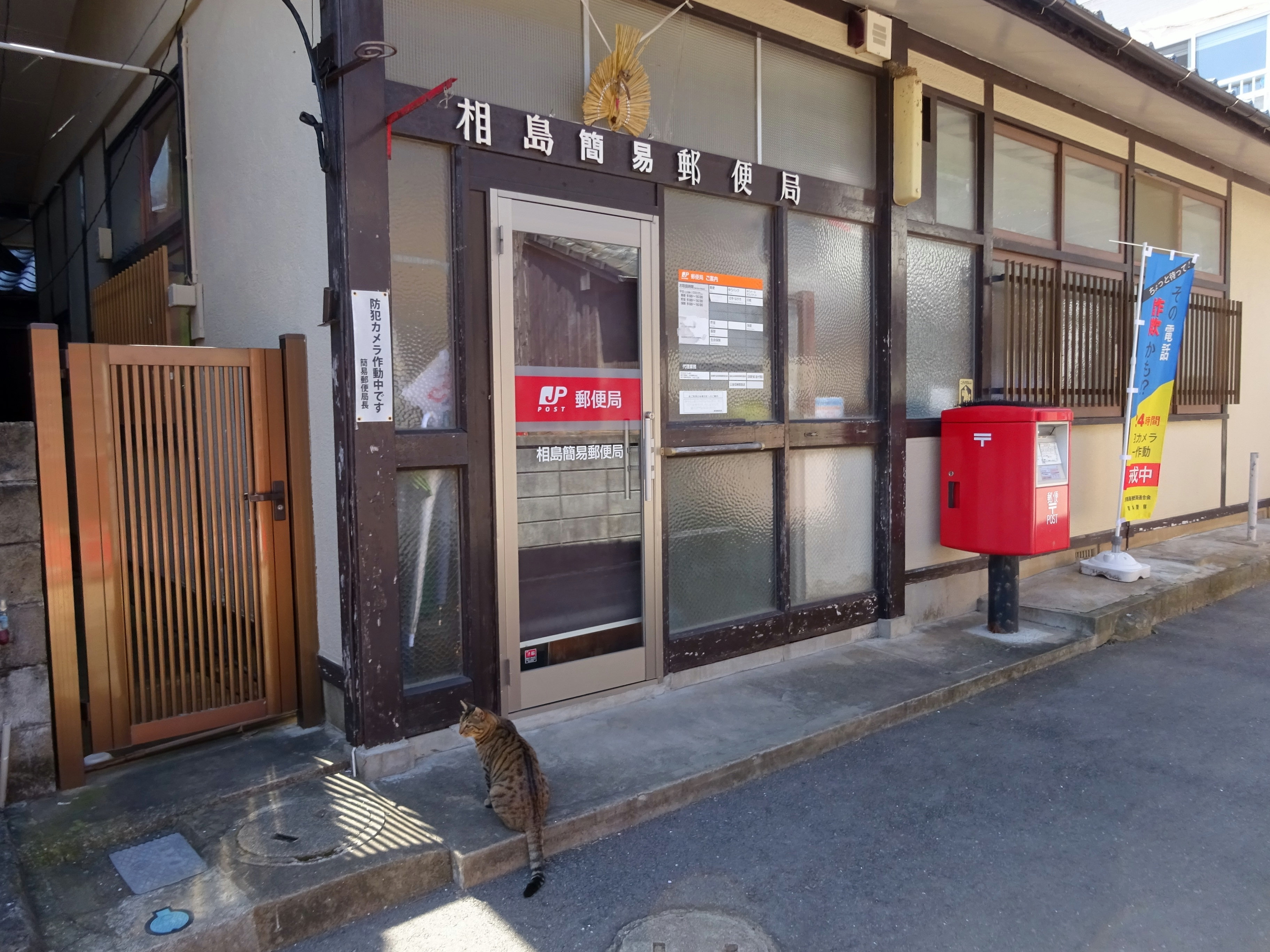
相島簡易郵便局
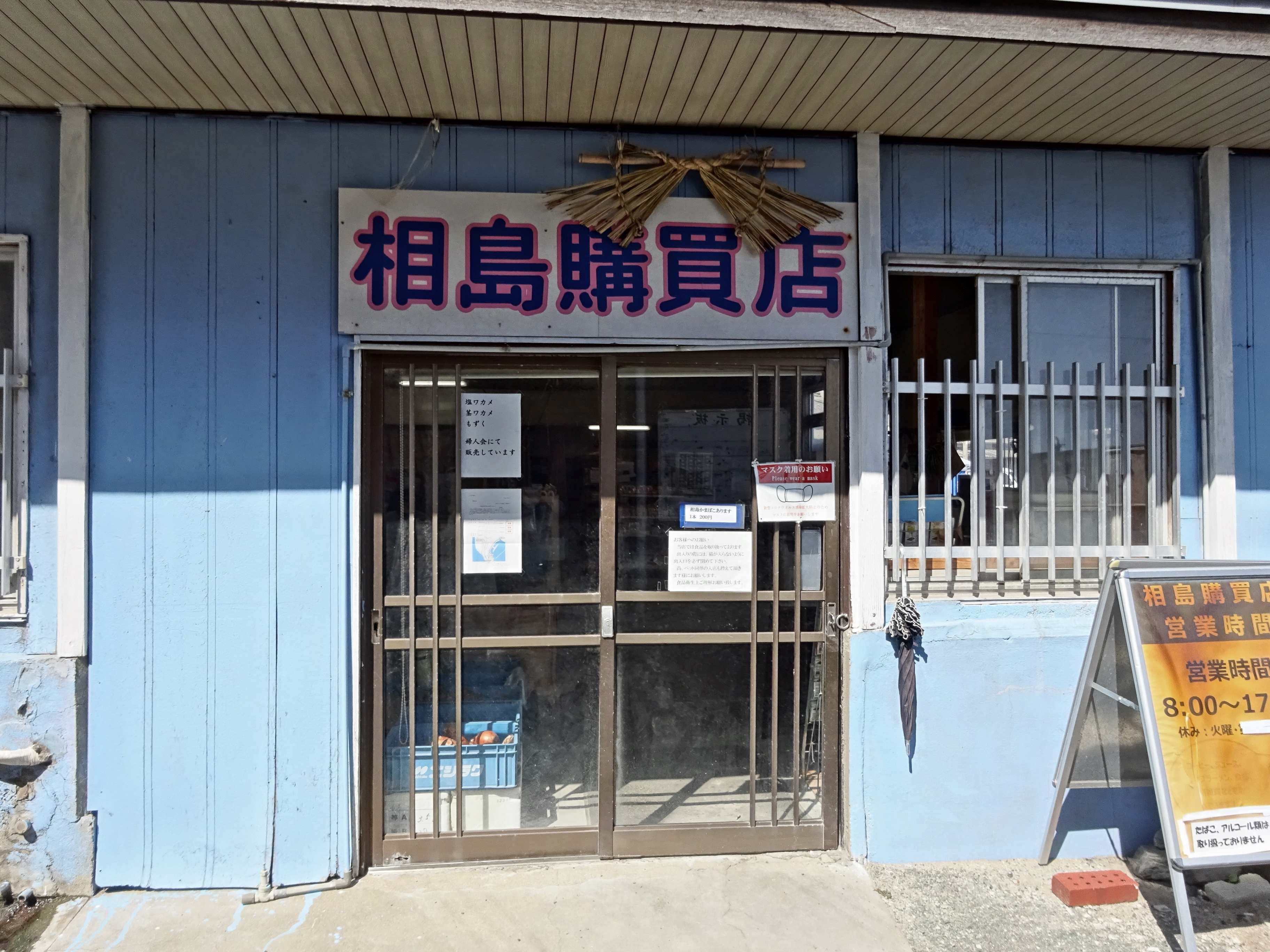
相島の小売店

## 歴史
中国大陸と九州を結ぶ航路の要衝にあたり、古くから知られていたと見え、『万葉集』や『日本書紀』などの中に「阿恵島」「吾瓮（ミアヘ）」の名で表れている。また中世には羽柴秀吉（豊臣秀吉）旗下の武将たちが、海路名護屋城に向かう途中この島に立ち寄り、海岸の石を一個ずつ盛って千手観音像に航海安全と朝鮮征伐の勝利を祈願したと伝えられ、その積み上げられた石の山は現存しており太閤潮井の石と呼ばれている。近世には朝鮮通信使は必ずここに寄港していて黒田藩により客館・遠見番所・制札所が設けられていた。
現代では陸から近づけない海岸に大量のゴミが漂着している。

## 観光
海釣りのスポットとして有名であり、漁港周辺での釣りを目的に訪れる人々も多い。島内には朝鮮通信使に関連した史跡などが見られるほか、「猫の島」という愛称が付くほどにネコが多い島としても有名で、英字新聞のジャパンタイムズは「野良猫の天国の島」(The feral felines of Cat Heaven Island)として紹介している。また、アメリカのCNNニュースも「猫が"支配"している場所」の1つとして相島を紹介している。30年以上にわたり野良猫の継続調査が行われている。観光客による餌やりは禁止されている一方で、一部から「猫が痩せていてかわいそう」「目ヤニが出たり病気になっている猫がいる」など猫を心配する声が多く寄せられるようになる。多くの野良猫に不妊去勢手術を行い、頭数管理の試みが始まった。

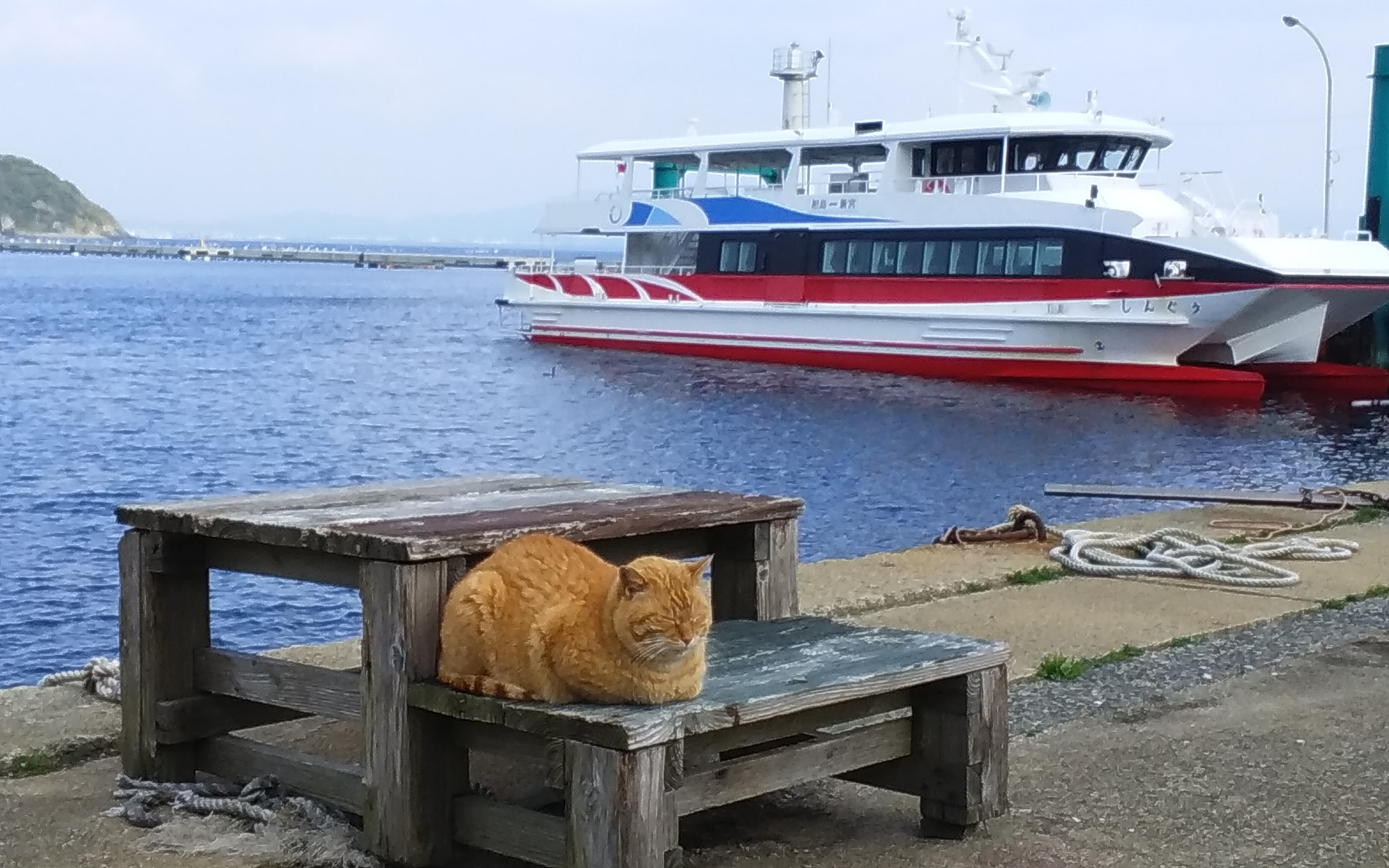
相島漁港の猫
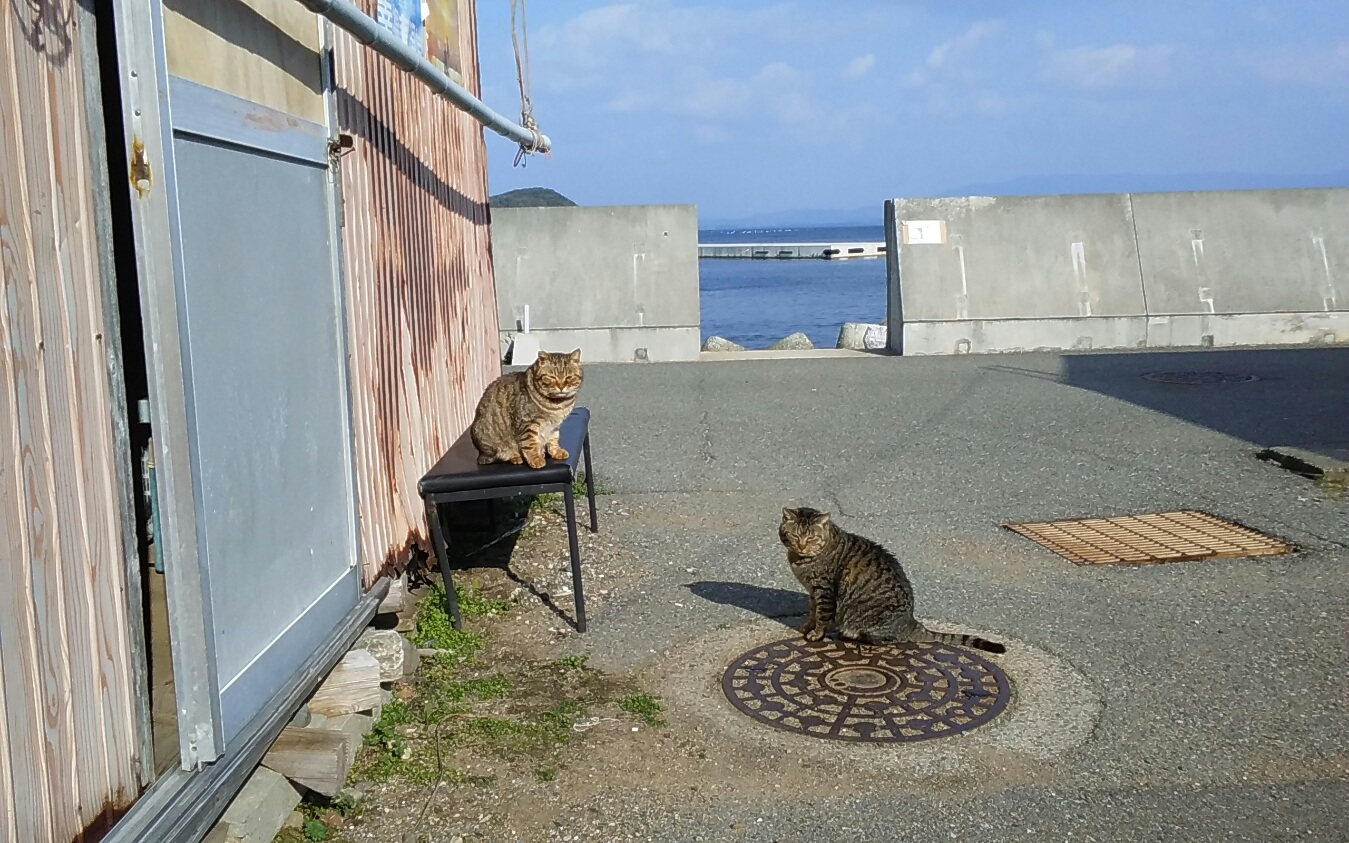
相島漁港近くの集落で生活する猫
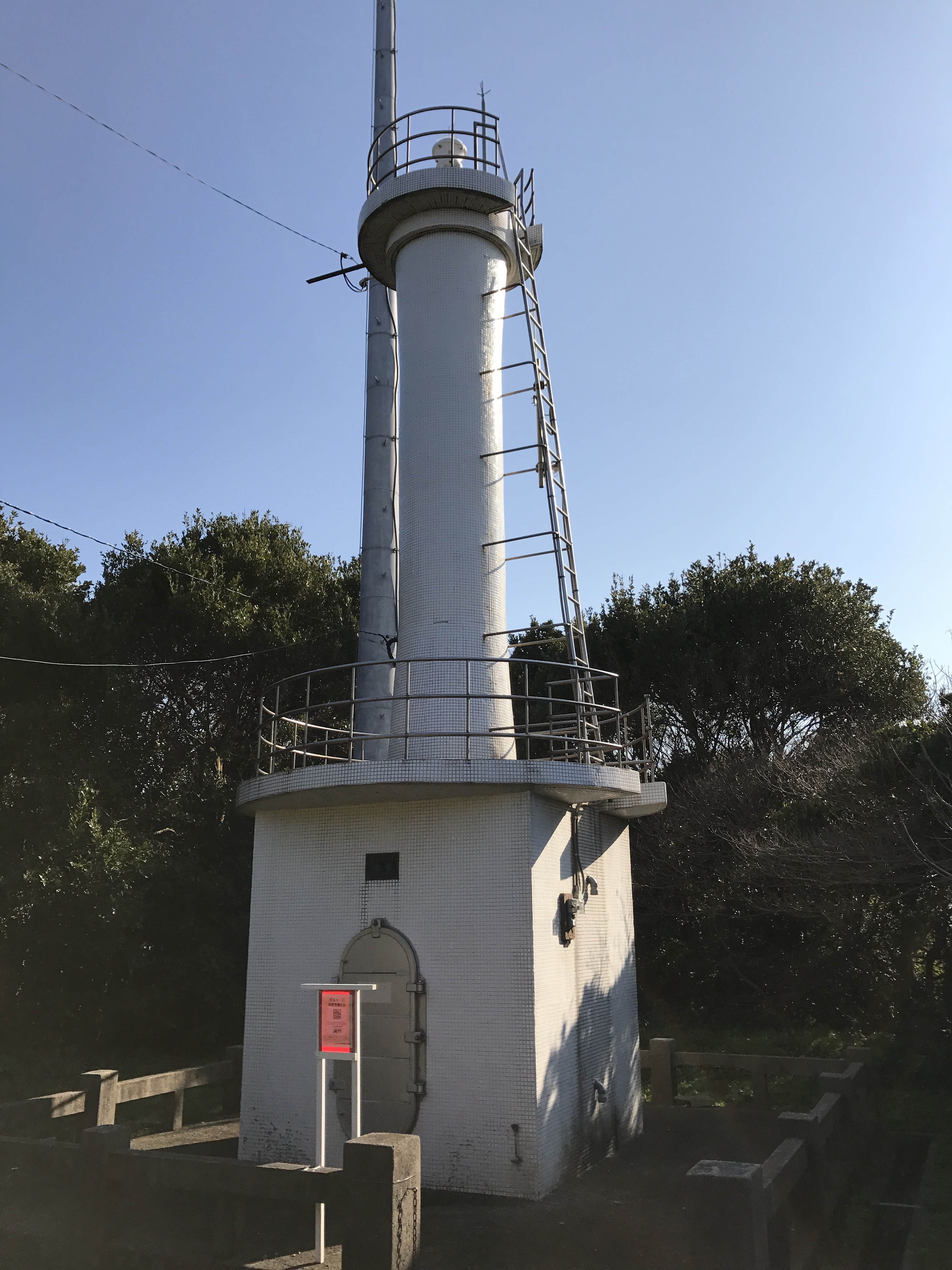
相島灯台
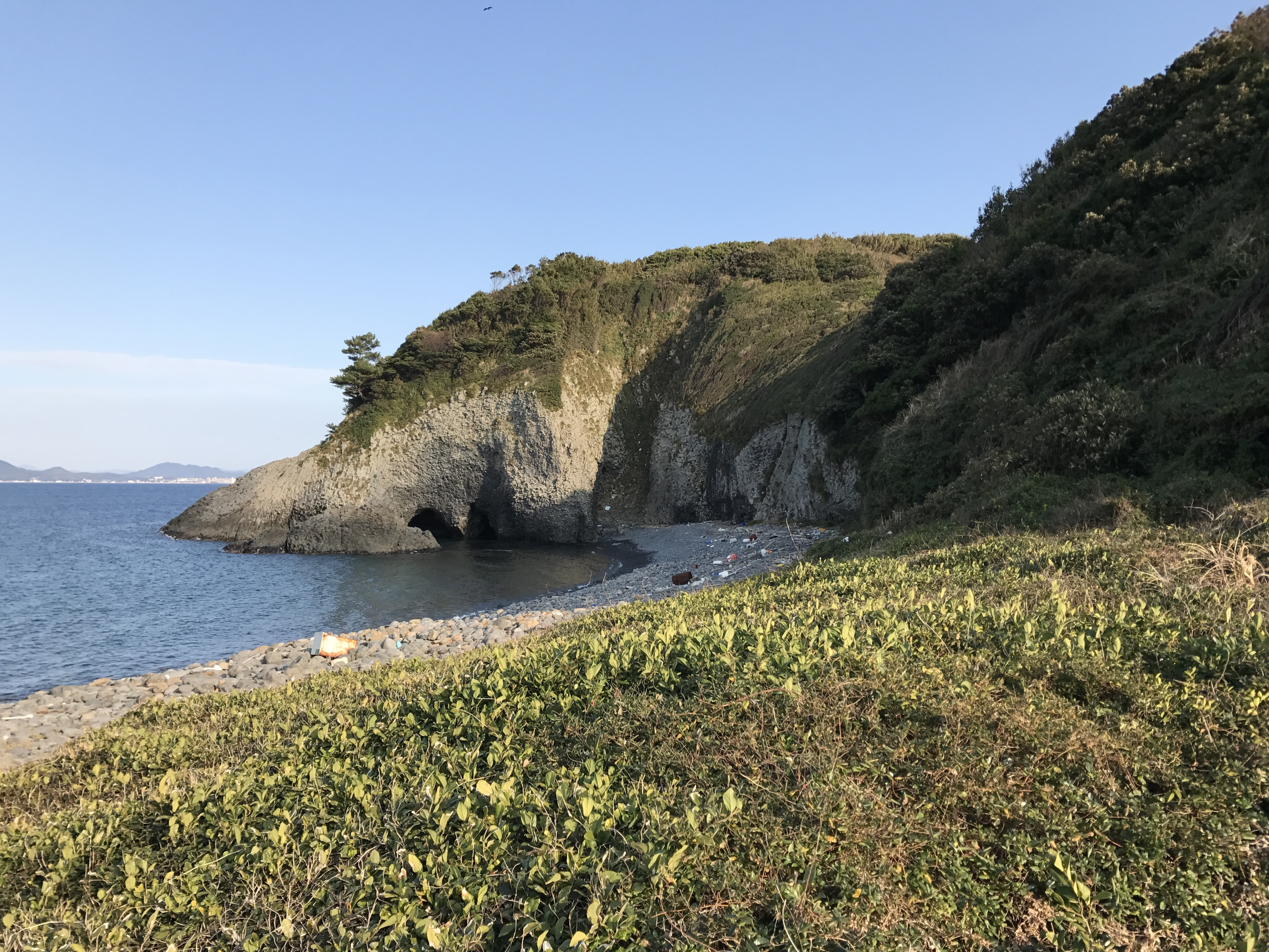
鼻面半島の海蝕洞
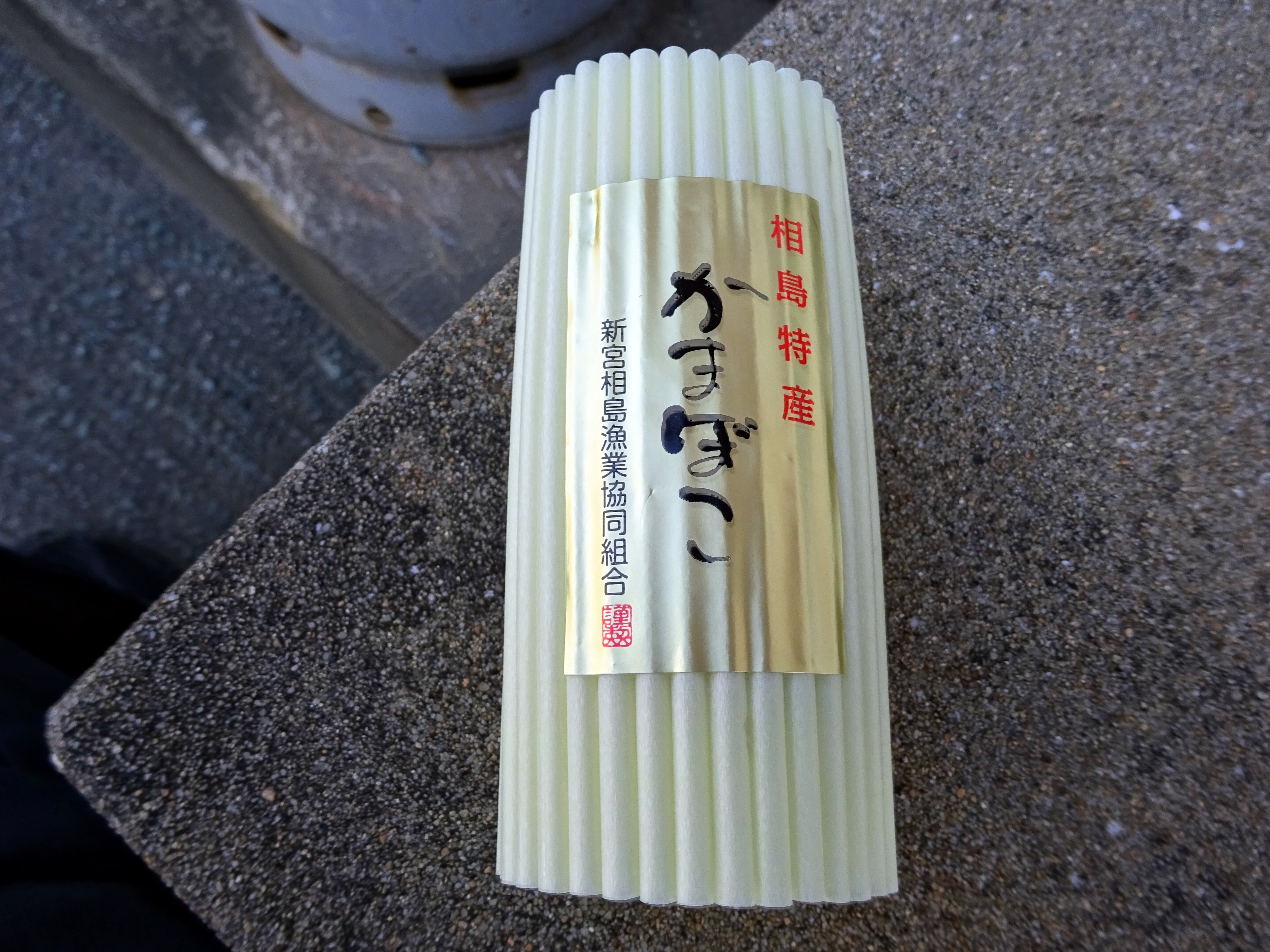
相島特産かまぼこ

### 史跡・名所など
- 相島積石塚群 - 国の史跡。4世紀から7世紀にかけて作られた海浜部の254基に及ぶ石積みの古墳群。島の東部にある。足場が悪いので見学時は注意が必要。
- 朝鮮通信使関連墓地 - 朝鮮通信使接待の準備のために福岡藩から相島を訪れた際に遭難した人々の墓地。
- 日蒙供養塔 - 元寇の際に島に流れ着いたといわれる日本人とモンゴル人の遺体を供養するために建てられた供養塔。
- 剣神社 - 明治時代初期に出土した刀剣が祀られている。
- 山の観音堂
- 高妻神社
- 恵比寿神社
- 朝鮮通信使関連波止場 - 朝鮮通信使の船団が接岸していたとされる波止場。漁港付近にある。
- 若宮神社
- 灯籠堂跡 - 島に入港する船のために江戸時代に設置された灯台の跡。
- 神宮寺 - 島で唯一の寺院。
- 朝鮮通信使客館跡 - 朝鮮通信使の接待のために利用された客館の跡地。通信使の来島ごとに新築され、帰国後に解体されていたため建築物は現存していない。
- 金毘羅神社
- 遠見番所跡 - 鎖国が行われていた時代の番所跡。物見櫓が建てられていた石垣は現在も残存している。
- 太閤潮井の石
- 穴観音 - 海上安全や無病息災を祈る信仰の対象。2015年現在は落石の恐れがあるため立ち入りできない[8]。
- 龍王石 - 島の西側海岸にある自然石。地元の漁師たちの信仰の対象。

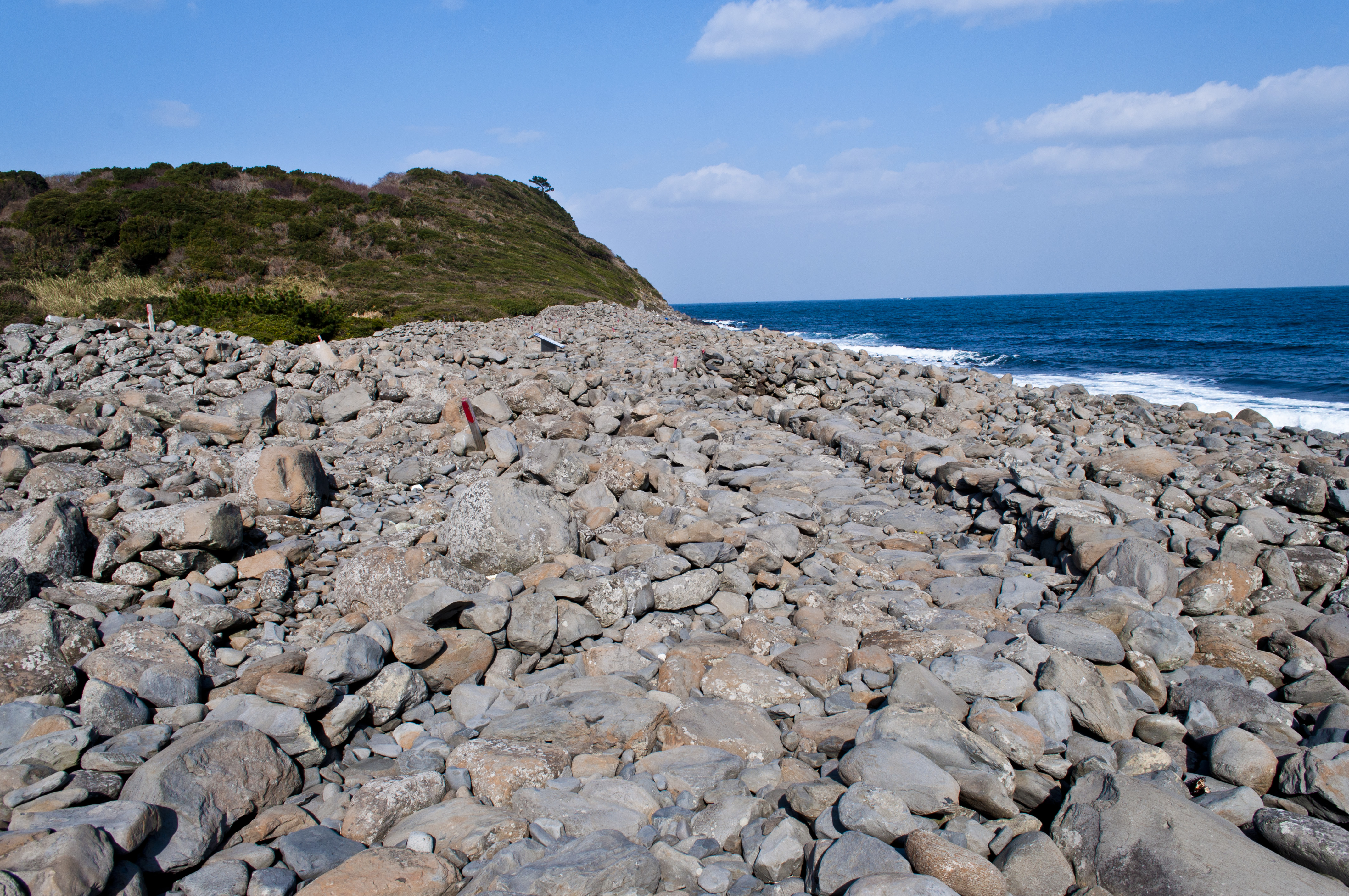
相島積石塚群
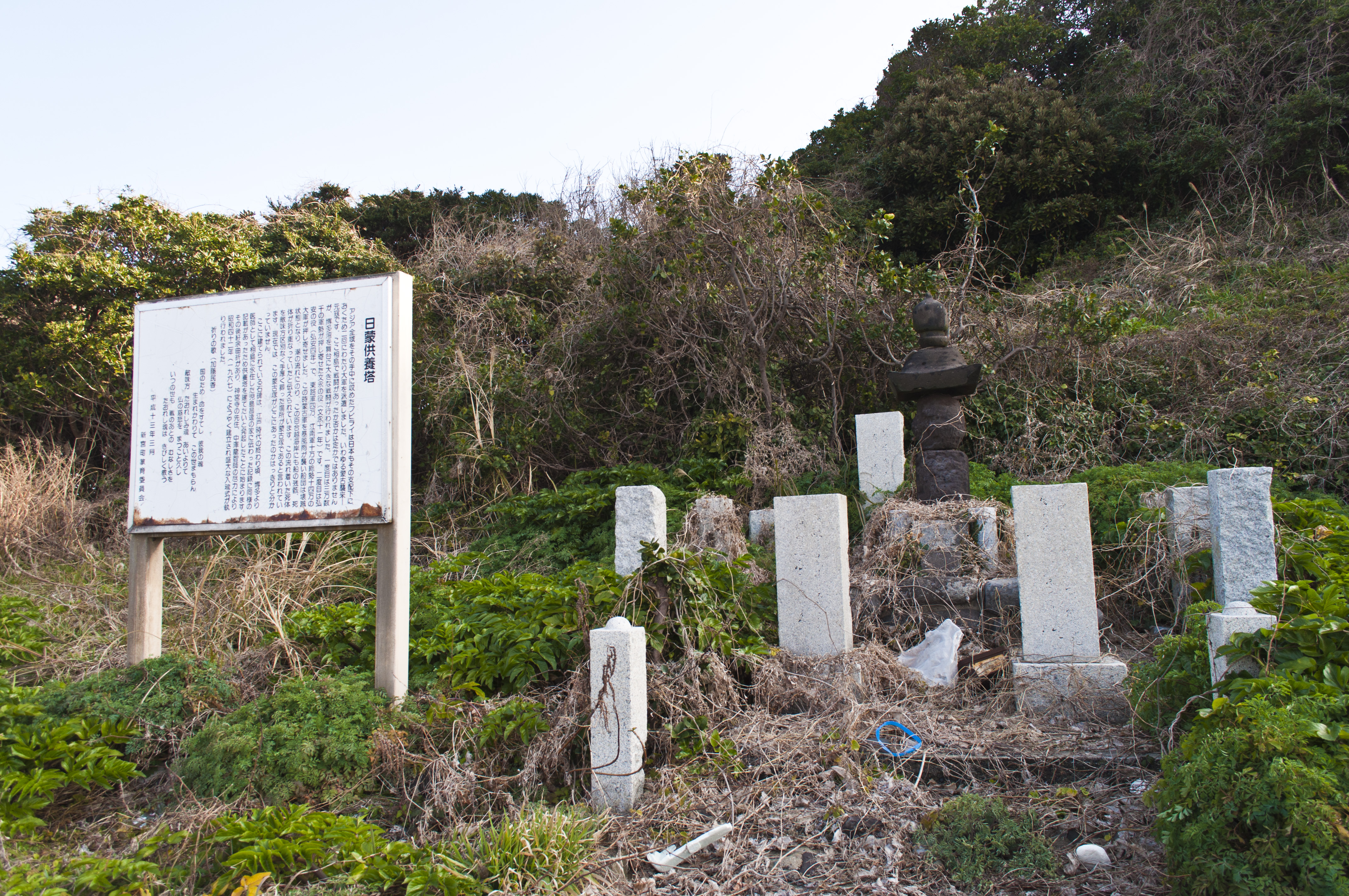
日蒙供養塔
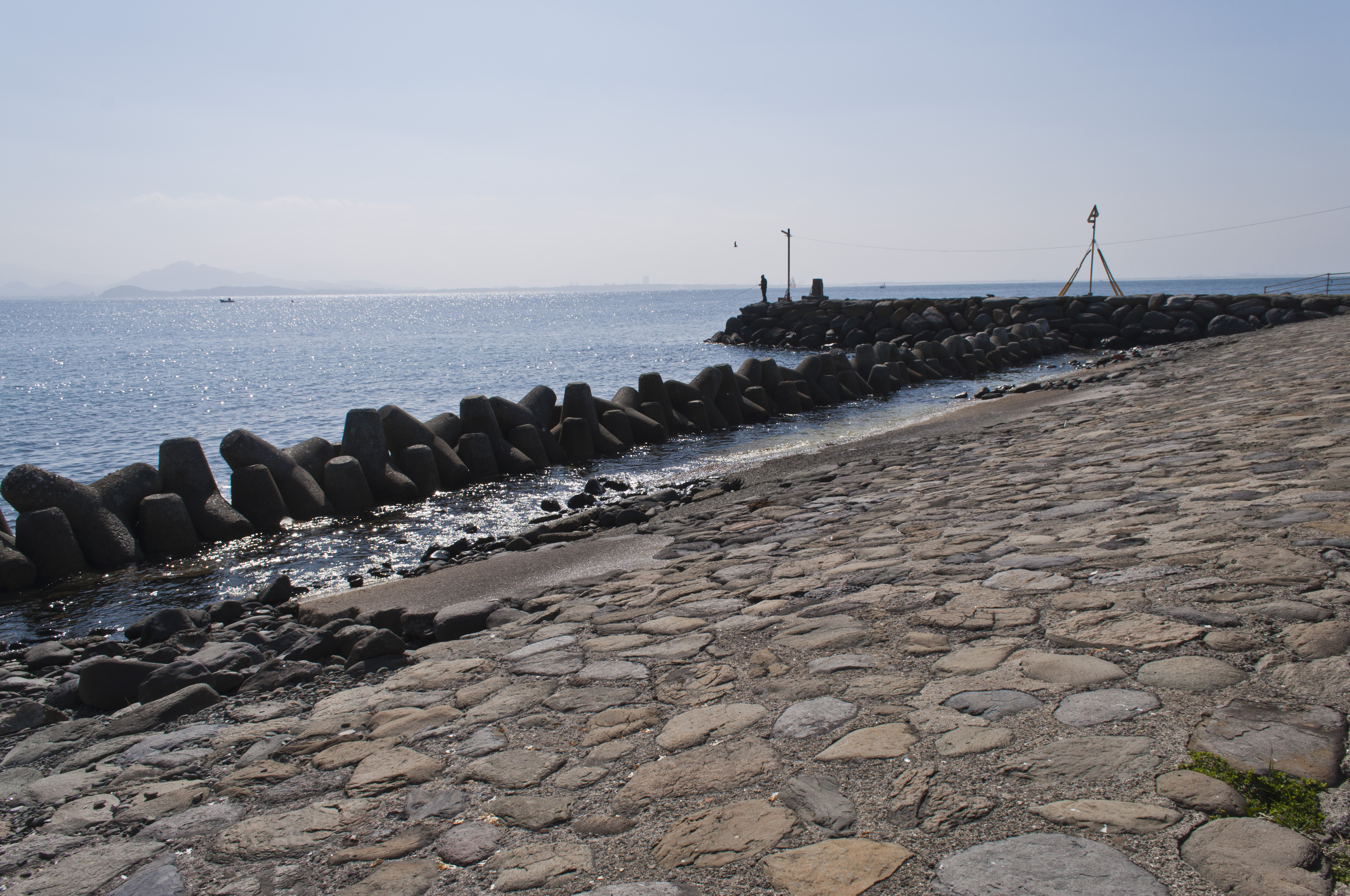
朝鮮通信使関連波止場
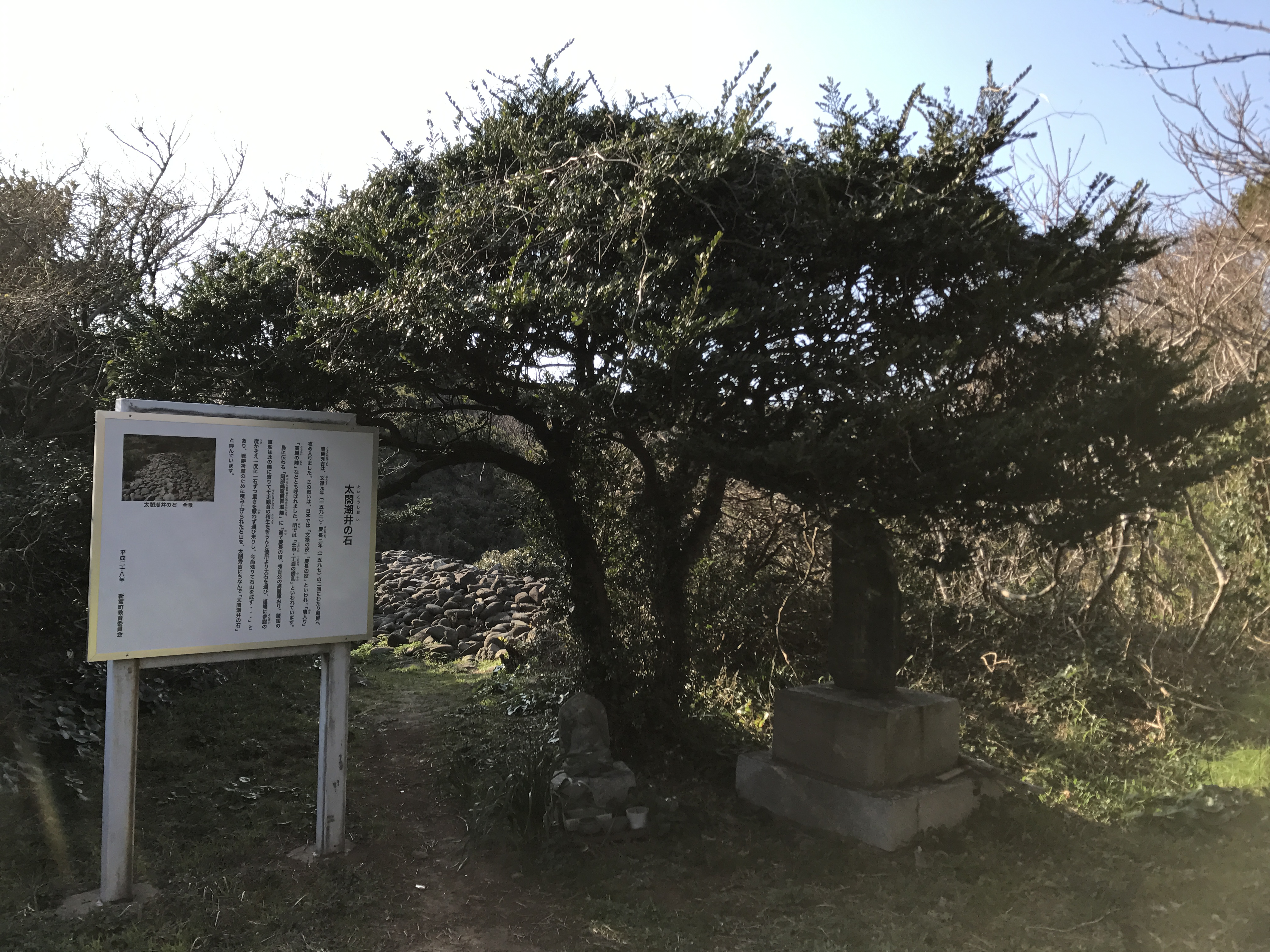
太閤潮井の石
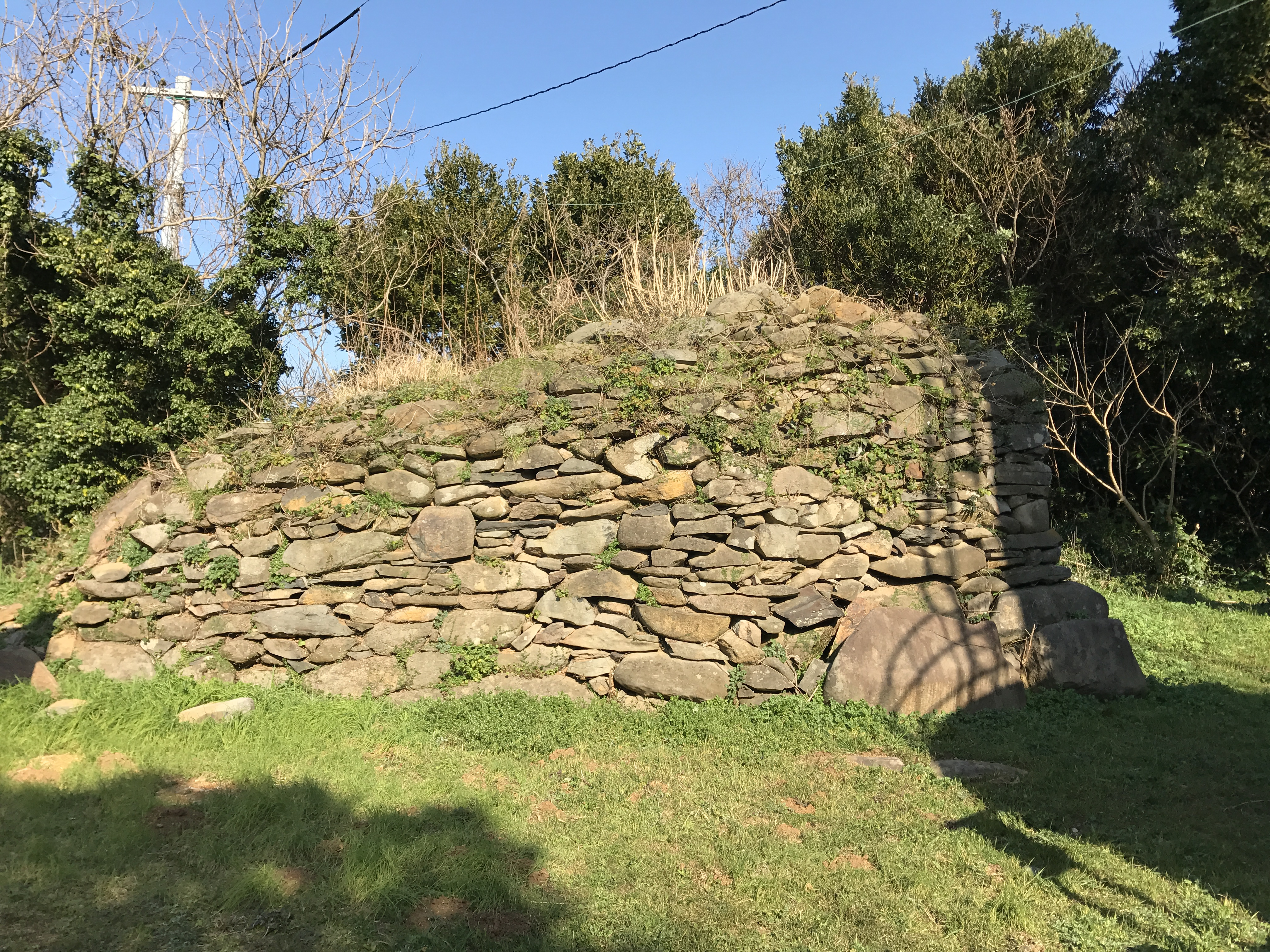
遠見番所跡
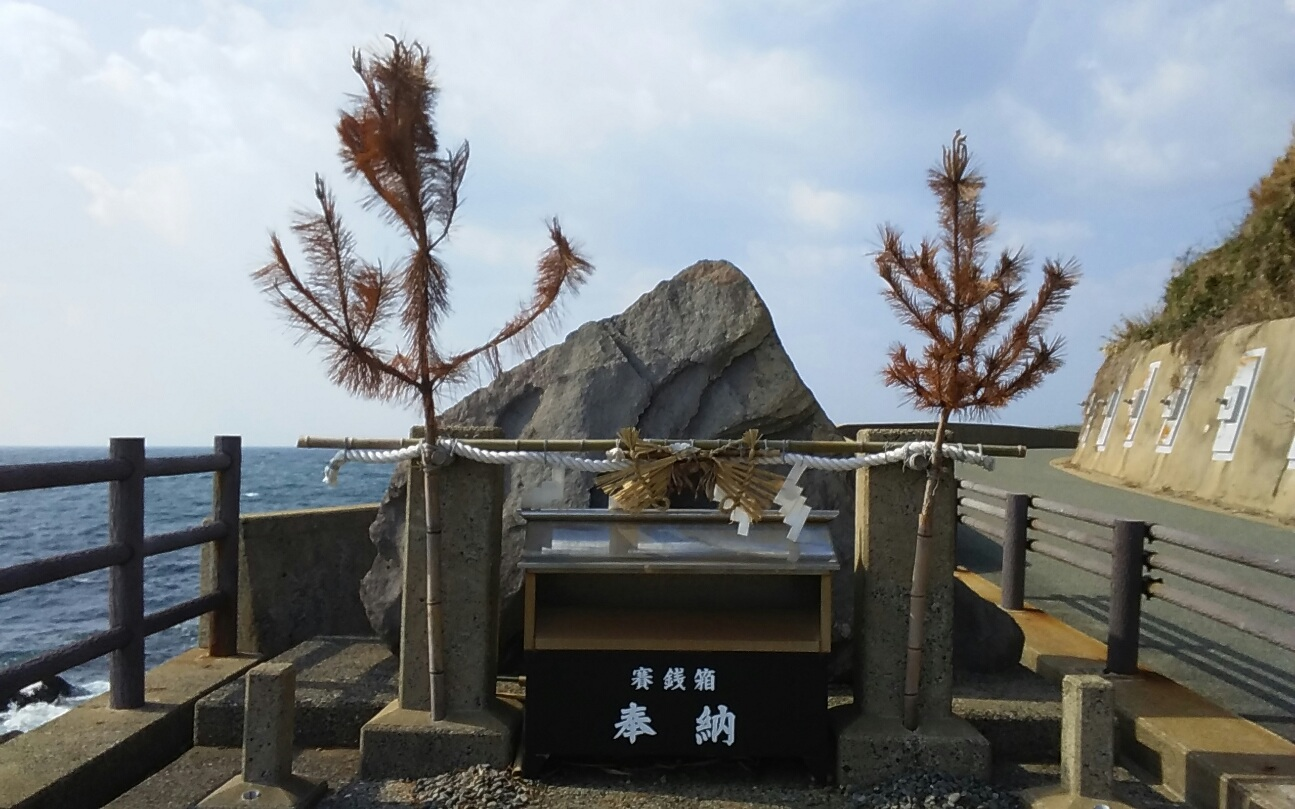
龍王石

## 交通

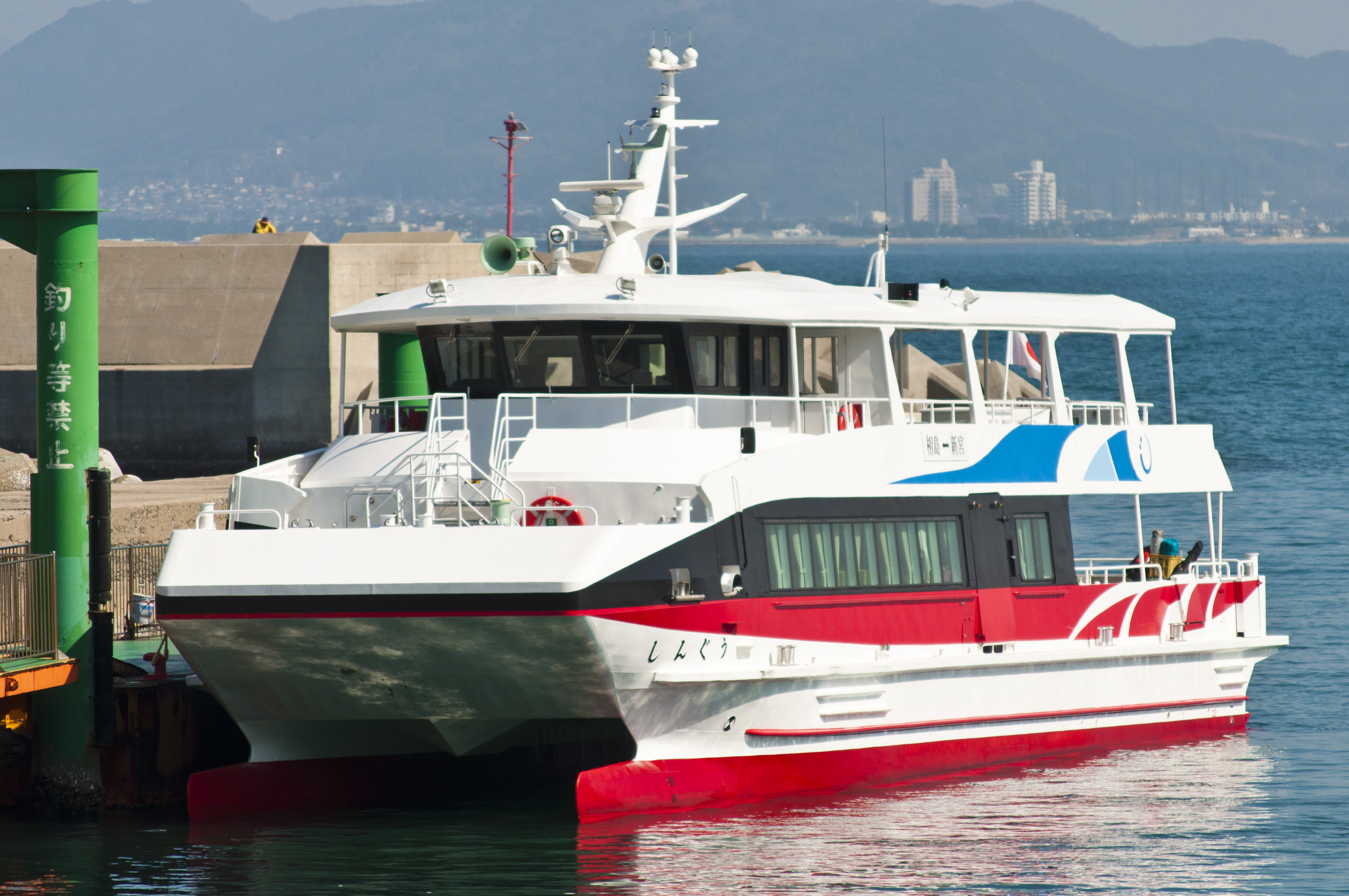
新宮町営渡船「しんぐう」（2015年3月撮影）

新宮町本土側の北西端にある新宮漁港と島の南西端の相島漁港を結ぶ町営渡船が運航されている。所要時間は17分で、夏季（4月1日から9月30日まで）は1日6便、冬季（10月1日から3月31日まで）は1日5便ある。西鉄新宮駅およびJR福工大前駅・新宮中央駅と新宮漁港との間で新宮町コミュニティバスが渡船の時間に合わせて運行されている。
マイカーの場合は九州自動車道古賀インターチェンジから新宮漁港まで6.3kmだが、相島への自動車航送は不可となっているため、新宮漁港の有料駐車場に停めてから上記の渡船に乗る必要がある。
島内では県道599号線が島を一周する形で敷設されているが、バス路線やタクシーはない。